# Aimo Heilmann
Aimo Heilmann (Lipsia, 22 ottobre 1974) è un ex nuotatore tedesco.
Specializzato nello stile libero ha vinto una medaglia di bronzo nella staffetta 4x200 m sl alle Olimpiadi di Atlanta 1996.

## Palmarès
- Olimpiadi

Atlanta 1996: bronzo nella 4x200m sl.
- Mondiali in vasca corta

Goteborg 1997: oro nella 4x100m sl.